# Birth
Birth (bra: Reencarnação; prt: Birth - O Mistério) é um filme teuto-britano-estadunidense de 2004, dos géneros drama romântico e suspense, dirigido por Jonathan Glazer.

## Sinopse
Enquanto reconstrói sua vida dez anos após a morte do marido, Anna decide casar-se novamente, mas começa a receber cartas de um menino de 10 anos que alega ser a reencarnação do marido morto, o que lhe traz doloridas lembranças e põe sua vida novamente em xeque.

## Elenco
- Nicole Kidman ... Anna
- Cameron Bright ... Sean
- Danny Huston ... Joseph
- Lauren Bacall ... Eleanor
- Alison Elliott ... Laura
- Arliss Howard ... Bob
- Michael Desautels ... Sean
- Anne Heche ... Clara

## Recepção
Estreou no Festival de Cinema de Veneza de 2004, onde sua primeira exibição na imprensa foi recebida com vaias e vaias amplamente divulgadas. Glazer respondeu: "As pessoas são um pouco polarizadas por isso, o que é saudável".
No agregador de críticas dos Estados Unidos, o Rotten Tomatoes, na pontuação onde a equipe do site categoriza as opiniões da  grande mídia e da mídia independente apenas como positivas ou negativas, o filme tem um índice de aprovação de 39% calculado com base em 147 comentários dos críticos. Por comparação, com as mesmas opiniões sendo calculadas usando uma média aritmética ponderada, a nota alcançada é 5,1/10 que é seguida do consenso dizendo que é "mua produção bem montada, prejudicada por um enredo confuso, absurdo e de gosto questionável".
Em outro agregador de críticas também dos Estados Unidos, o Metacritic, que calcula as notas das opiniões usando somente uma média aritmética ponderada de determinados veículos de comunicação em maior parte da grande mídia, tem uma pontuação de 50/100, alcançada com base em 38 avaliações da imprensa anexadas no site, com a indicação de "revisões mistas ou neutras".